# Жан-Батист-Емануель Перре
Жан-Батист-Емануель Перре (*Jean Baptiste Perrée, 29 квітня 1763 —†18 лютого 1800) — французький адмірал часів Першої республіки.

## Життєпис
Народився 1763 року у м. Сен-Валері-сюр-Сомм. Народився у родині торгівця, що сам був капітаном власного корабля. З 1773 році проходив курс торгівця. У 1793 році переходить до торговельного флоту. Незабаром у чині лейтенанта переходить на військовий флот. Очолює фрегат «Прозерпіна».
У 1794—1795 роках бере участь у боях проти англійського флота. за свою звитягу отримує звання капітана. У 1796 році був командиром фрегата «Діана» у Середземному морі. У 1797 році очолив флот Венеції в Адріатичному морі. У 1798 році був на чолі фрегата «Меркурій» (у званні контр-адмірала) у складі ескадри Брюеса, що рушила до Єгипту. По прибуттю до Африки Наполеон Бонапарт доручив Перре очолити Нільську флотилію, до складу якої увійшло 2 напівгалери, 3 напівшебеки, 4 посильних судна, 6 озброєних джерем. 13 липня Перре завдав поразки мамлюкам неподалік села Шубрахт. У листопаді того ж року очолив військово-морську базу в Олександрії. Допомагав перекидувати гармати та спорядження для французьких військ, що билися у Палестині та Сирії.
Згодом патрулював лінію Родос—Акра.
У 1799 році повернувся до Тулону, де зібрав новий флот, з яким рушив на захист Мальти. 11 лютого 1800 року під час бою флоту на чолі із Перре проти англійського флоту на чолі із Нельсоном, французький адмірал зазнав поразки й загинув.